# Malansac
Malansac település Franciaországban, Morbihan megyében. Lakosainak száma 2292 fő (2022. január 1.). Malansac Saint-Gravé, Peillac, Saint-Jacut-les-Pins, Caden, Limerzel, Questembert, Pluherlin és Rochefort-en-Terre községekkel határos.

## Népesség
A település népességének változása:
| Lakosok száma | 1899 | 1896 | 1894 | 1985 | 2140 | 2167 | 2202 | 2195 | 2198 | 2292 |
|               | 1968 | 1982 | 1990 | 2006 | 2013 | 2015 | 2017 | 2019 | 2020 | 2022 |